# موسيقى الشامامي
قالب:Expand Spanish
شامامي (بالغواراني: الحفلة، الفوضى) هو نوع من أنواع الموسيقى الفولكلورية في شمال شرق الأرجنتين وبلاد ما بين النهرين الأرجنتين. في عام 2020، تم تسجيل شامامي في قائمة التراث الثقافي غير المادي للإنسانية التابعة لاليونسكو بعد ترشيح الأرجنتين في عام 2018.
شامامي هو أيضًا أسلوب موسيقي تقليدي يُقدر في منطقة حدودية في أمريكا الجنوبية، مثل باراغواي وأوروغواي
تخفيضات اليسوع في المنطقة شجعت على النمو الثقافي الذي استمر حتى طرد اليسوعيين من قبل تاج الإسباني في أواخر القرن الثامن عشر. ضمن هذه المنطقة، كانت يابيو في كورينتس مركزًا للثقافة الموسيقية التي يشير إليها الكثيرون باعتبارها مسقط رأس موسيقى شامامي الأصلية. مزيد من الخلط مع آلات مثل الجيتار الإسباني, ثم الكمان والأكورديون, أدى في النهاية إلى ما يُعرف حاليًا بـ "شامامي". هناك تسجيلات لشامامي يعود تاريخها إلى أوائل القرن العشرين، وقد تم استخدام مصطلح "شامامي" بالفعل في عام 1931؛ هذا النوع من الموسيقى، قبل ذلك، كان يُشار إليه غالبًا باسم "كورينتس بولكا".
آلة "شامامي"، التي جلبها مهاجرو نهر الفولغا الألمان في الأصل، تحمل تأثيرًا كبيرًا من لغة الغواراني، ممزوجة بالغيتار الإسباني والأكورديون الأوروبي من هؤلاء المهاجرين الذين وصلوا إلى المنطقة في بداية القرن العشرين.
ومن بين شخصيات "شامامي" الملحوظة تيريزا بارودي، ترانسيتو كوكومارولا، أليخاندرو بريتس، رامونا جالارزا, وتشانغو سباسيوك.
وصل "شامامي" إلى المراحل الفنية مثل مكتبة الكونغرس في سبتمبر 2023 مع عازف الأكورديون أليخاندرو بريتس.

## روابط خارجية
- Fundacionmemoriadelchamame.com باللغة الإسبانية (الصفحة الرسمية لمؤسسة ذاكرة شامامي)
- Chamame.tv باللغة الإسبانية (الصفحة الرسمية لمهرجان فيستا ناسيونال ديل تشامامي، الأرجنتين)
- Chamigos.com باللغة الإسبانية (شبكة اجتماعية لشامامي)
- SiempreChamame.com.ar باللغة الإسبانية (موقع وراديو شامامي على الإنترنت)
- Corrientes Chamamé باللغة الإسبانية

قالب:موسيقى باللغة الإسبانية
قالب:تصنيف تلقائي:شامامي
قالب:شريط نوع الموسيقى